# Charles Somerset, markis av Worcester
Charles Somerset, markis av Worcester, född den 25 december 1660, död den 13 juli 1698, var en engelsk ädling, son till Henry Somerset, 1:e hertig av Beaufort.
Han utbildade sig vid Oxford University och var parlamentsledamot (MP) 1685–1687 och 1689–1695. 1682 gifte han sig med Rebecca Child (1666–1712). Han dog i en vagnsolycka 1698.
Barn:
- Henry Somerset, 2:e hertig av Beaufort (1684–1714)
- Lady Henrietta Somerset (1690–1726), gift med Charles Fitzroy, 2:e hertig av Grafton